# Paris-Provinces Aller/Retour
Pour les articles homonymes, voir Aller retour (homonymie).
Albums de Renaud
Le Retour de la Chetron Sauvage
(1996) Boucan d'enfer
(2002)
Paris-Provinces Aller/Retour est un album live de Renaud, sorti en 1996. Il retrace la tournée qui fait suite à l'album À la Belle de Mai. 
Les morceaux sont enregistrés lors des concerts des 19 et 20 mai 1995 à la Mutualité (Paris) pour le premier CD, et les 22, 24 et 25 juillet 1996 au grand théâtre de Carcassonne, au théâtre antique de Fourvière à Lyon et au parc Arthur Rimbaud à Bagnols-sur-Cèze pour le second CD.
Pour la partie Paris, il est réalisé par Jean-Louis Roques et Thomas Davidson Noton. Jean-Louis Roques est responsable de la direction musicale et tient l'accordéon et l'orgue ; Françoise Pujol est au piano, Amaury Blanchard à la batterie, Manu Galvin à la guitare, Pierre Marcault aux percussions, François Ovide à la guitare et à la mandoline, Michel Peyratout à la basse. Le groupe est accompagné d'un orchestre de cordes et de cuivres.
Sur la partie Provinces, Dominique Grimaldi est à la basse, Michaël Ohayon à la guitare, François Ovide à la guitare et à la mandoline, Geoffrey Richardson aux cordes et Sidney Thiam aux percussions. Jean-Louis Roques intervient comme pour la partie Paris.

## Titres
| CD 1 - Paris | CD 1 - Paris                                | CD 1 - Paris | CD 1 - Paris | CD 1 - Paris | CD 1 - Paris | CD 1 - Paris | CD 1 - Paris | CD 1 - Paris | CD 1 - Paris |
| No           | Titre                                       | Durée        |              |              |              |              |              |              |              |
| ------------ | ------------------------------------------- | ------------ | ------------ | ------------ | ------------ | ------------ | ------------ | ------------ | ------------ |
| 1.           | La Ballade de Willy Brouillard              | 5:36         |              |              |              |              |              |              |              |
| 2.           | Deuxième génération                         | 4:40         |              |              |              |              |              |              |              |
| 3.           | Doudou s'en fout                            | 5:00         |              |              |              |              |              |              |              |
| 4.           | En cloque                                   | 4:12         |              |              |              |              |              |              |              |
| 5.           | L'aquarium                                  | 4:48         |              |              |              |              |              |              |              |
| 6.           | Le sirop de la rue                          | 4:26         |              |              |              |              |              |              |              |
| 7.           | Le petit chat est mort                      | 4:29         |              |              |              |              |              |              |              |
| 8.           | La pêche à la ligne                         | 3:32         |              |              |              |              |              |              |              |
| 9.           | Adios Zapata !                              | 4:53         |              |              |              |              |              |              |              |
| 10.          | C'est quand qu'on va où ?                   | 4:33         |              |              |              |              |              |              |              |
| 11.          | Le mauvais sujet repenti (Georges Brassens) | 2:47         |              |              |              |              |              |              |              |
| 12.          | Son bleu                                    | 4:22         |              |              |              |              |              |              |              |
| 13.          | Fatigué                                     | 5:54         |              |              |              |              |              |              |              |
| 14.          | À la Belle de Mai                           | 5:08         |              |              |              |              |              |              |              |
| 15.          | La médaille                                 | 2:44         |              |              |              |              |              |              |              |
| 16.          | Dans mon HLM                                | 7:44         |              |              |              |              |              |              |              |
| 74:48        |                                             |              |              |              |              |              |              |              |              |

| CD 2 - Provinces | CD 2 - Provinces                         | CD 2 - Provinces | CD 2 - Provinces | CD 2 - Provinces | CD 2 - Provinces | CD 2 - Provinces | CD 2 - Provinces | CD 2 - Provinces | CD 2 - Provinces |
| No               | Titre                                    | Durée            |                  |                  |                  |                  |                  |                  |                  |
| ---------------- | ---------------------------------------- | ---------------- | ---------------- | ---------------- | ---------------- | ---------------- | ---------------- | ---------------- | ---------------- |
| 1.               | La chanson du loubard                    | 4:45             |                  |                  |                  |                  |                  |                  |                  |
| 2.               | Dès que le vent soufflera                | 4:20             |                  |                  |                  |                  |                  |                  |                  |
| 3.               | La teigne                                | 3:40             |                  |                  |                  |                  |                  |                  |                  |
| 4.               | Marche à l'ombre                         | 3:45             |                  |                  |                  |                  |                  |                  |                  |
| 5.               | Déserteur                                | 4:20             |                  |                  |                  |                  |                  |                  |                  |
| 6.               | Socialiste                               | 3:30             |                  |                  |                  |                  |                  |                  |                  |
| 7.               | Morts les enfants                        | 5:38             |                  |                  |                  |                  |                  |                  |                  |
| 8.               | Il pleut                                 | 3:30             |                  |                  |                  |                  |                  |                  |                  |
| 9.               | Je suis un voyou (Georges Brassens)      | 3:10             |                  |                  |                  |                  |                  |                  |                  |
| 10.              | Marchand de cailloux                     | 4:38             |                  |                  |                  |                  |                  |                  |                  |
| 11.              | Mon amoureux                             | 5:12             |                  |                  |                  |                  |                  |                  |                  |
| 12.              | Le pot-pourri (Renaud seul à la guitare) | 14:21            |                  |                  |                  |                  |                  |                  |                  |
| 12a.             | - Rita (Chanson d'amour)                 |                  |                  |                  |                  |                  |                  |                  |                  |
| 12b.             | - Laisse béton                           |                  |                  |                  |                  |                  |                  |                  |                  |
| 12c.             | - Chanson pour Pierrot                   |                  |                  |                  |                  |                  |                  |                  |                  |
| 12d.             | - It is not because you are              |                  |                  |                  |                  |                  |                  |                  |                  |
| 12e.             | - Les Charognards                        |                  |                  |                  |                  |                  |                  |                  |                  |
| 12f.             | - Où c'est qu'j'ai mis mon flingue ?     |                  |                  |                  |                  |                  |                  |                  |                  |
| 12g.             | - P'tite conne                           |                  |                  |                  |                  |                  |                  |                  |                  |
| 12h.             | - Morgane de toi (Amoureux de toi)       |                  |                  |                  |                  |                  |                  |                  |                  |
| 13.              | Hexagone                                 | 6:40             |                  |                  |                  |                  |                  |                  |                  |
| 67:29            |                                          |                  |                  |                  |                  |                  |                  |                  |                  |

## Classements
| Pays                | Meilleure position |
| ------------------- | ------------------ |
| France              | 29                 |
| Belgique (Wallonie) | 32                 |